# 小民參政歐巴桑聯盟
小民参政歐巴桑聯盟，簡稱小歐盟，原為一群台灣婦女於2017年成立的政治組織，由台灣親子共學教育促進會成員組成，後於2019年改組為政黨，以「小民參政」為口號，關注兒童人權、親子友善、環境正義、性別平權、小民參政、勞工權利、動物保護及守護主權等政策議題。2024年立委選舉，在不分區立委得票率位居全國第五。

## 歷史
2017年12月18日，歐巴桑聯盟宣布成立，為一政治組織，成員主要為台灣親子共學教育促進會於全台灣各縣市成立的親子共學團成員；並舉行參選2018全國直轄市議員及縣市議員選舉記者會。聯盟最後共推出翁麗淑等21位參選人，均以無黨籍參選。
2018年11月29日，歐巴桑聯盟總召集人張淑惠宣佈，歐巴桑聯盟將籌組為政黨。2019年9月21日歐巴桑聯盟召開政黨成立大會，2019年10月30日宣布政黨成立，全名為「小民参政歐巴桑聯盟」。

## 理念與政治主張
欧巴桑联盟主打兒童人權、親子友善相關政見，並重視環境正義、性別平權、小民參政、勞工權利、動物保護及守護主權八大議題。
支持珍愛藻礁公投，2022年的2名桃園市議員候選人皆簽署「守護大潭藻礁承諾書」。
另外，也於2022年全黨簽署「捍衛臺灣絕不投降承諾書」。
表態支持被壓迫的人民，並在2025年4月參與在台北市舉行的「聲援巴勒斯坦人權遊行」，有人將小歐盟和被批評為統派的「台灣國際家庭互助協會」拍攝同框，並標示小歐盟立場為親中，小歐盟對此澄清是被有心人刻意操作，現場還有其他泛綠及左派人權團體。

## 組織結構

### 中央黨部
| 職位             | 姓名 |
| ---------------- | --- |
| 召集人           | 林詩涵 |
| 秘書長           | 何語蓉 |
| 副秘書長、發言人 | 沈佩玲 |
| 執行委員         | 張淑惠、謝冠妃、田奇峰、李圓恩、張芳愉、于仙玲、徐鶯慈、黃婉茹、黃婷婷、劉台穠、張鈺偵、吳來治、江敏榕、王岢鈺 |
| 評議委員         | 郭駿武、陳界良、閔柏陵                                                                                         |
| 仲裁委員         | 高伃貞、劉育豪、陳冠娟                                                                                         |

### 地方黨部
- 北北基
- 桃園
- 竹苗
- 中彰投
- 雲嘉南
- 高屏
- 宜花東

## 政黨合作
政治合作上，小民參政歐巴桑聯盟多與台灣綠黨、台灣基進、時代力量、社會民主黨以及公民監督國會聯盟、台灣獨立建國聯盟等政黨、組織合作。

### 國家安全
- 2022年12月15日，小民參政歐巴桑聯盟全黨縣市議員參選人簽署台灣獨立建國聯盟所發起的「捍衛臺灣絕不投降承諾書」。[13]
- 2024年12月12日，台灣基進與小民參政歐巴桑聯盟、時代力量、台灣綠黨、黑熊學院於台灣獨立建國聯盟黨部召開「中國統戰網紅還有多少？台灣急需代理人法案」記者會。[14]
- 2024年12月13日，公民監督國會聯盟與小民參政歐巴桑聯盟、台灣綠黨、台灣基進、時代力量、社會民主黨共同召開「民代赴中港澳資訊無『法』公開——籲立院應建立公開查核機制杜絕國安破口！」記者會。[15]
- 2025年5月12日，時代力量與小民參政歐巴桑聯盟、台灣綠黨、台灣基進4個本土派政黨於中國國民黨中央黨部前召開「歷史傷痛，不容操弄，中國國民黨出來道歉」記者會，譴責朱立倫不當類比納粹歷史、操弄歷史傷痛，要求國民黨向台灣與國際社道歉。[16]
- 2025年5月13日，公民監督國會聯盟與台灣勵志協會、小民參政歐巴桑聯盟、時代力量、台灣基進、台灣綠黨、社會民主黨共同召開「各國國會接力挺台，2758決議不涉台主權，立法院卻噤聲？呼籲韓院長盡快召開協商，別成為北京立法局!」記者會。呼籲立法院韓國瑜院長應盡速召開協商，與中共直球對決，通過2758號決議不涉台聲明，向國際社會傳達正確的訊息，捍衛台灣的主權及國際參與的權益。[17]

### 小黨參政
- 2024年1月8日，小民參政歐巴桑聯盟與台灣綠黨、台灣基進於中選會門口聯合召開「政黨政見發表會 假平等真歧視」記者會，要求中選會均等分配政黨宣傳影片以及政見發表會時間。[18]
- 2024年9月21日，參與由時代力量主辦的「第三勢力發展衰退研討會——第二場次：理念型政黨發展經歷」，並與台灣綠黨、台灣基進、時代力量、社會民主黨召開聯合開場記者會，並預告2026本土小黨可能會聯合競選[19]
- 2025年2月19日，台灣綠黨、台灣基進、時代力量、小民參政歐巴桑聯盟4個本土在野政黨發布聯合聲明「回應民眾黨本土進步一說」。[20]

### 國會改革
- 2024年5月9日，公民監督國會聯盟與小民參政歐巴桑聯盟、台灣綠黨、台灣基進、時代力量等NGO團體共同召開「別鬧了！好好開會很難嗎？程序要正義、法案要辯證！國會民主別走回頭路！」記者會，譴責國民黨與民眾黨完全沒有要針對法條政策討論，只剩下政黨惡鬥，並利用蓄意杯葛、不經討論的方式審查「國會改革」相關法案，是對國會改革最大侮辱，同時要求爭議性且未經實質審議的法案提案應退回司法及法制委員會嚴審。[21]
- 2024年5月17日，再次參與由公民監督國會聯盟與小民參政歐巴桑聯盟、台灣綠黨、經濟民主連合共同召開「脫韁國會，全民制衡！呼籲殘害民主法案退回嚴審！」記者會。[22]
- 2024年5月21日、5月24日、5月28日，小民參政歐巴桑聯盟參與由台灣公民陣線、公投護台灣聯盟、經濟民主連合等NGO主辦的「民主倒退 公民搶救」遊行。 
  - 5月21日上午，參與政黨小民參政歐巴桑聯盟、台灣綠黨、台灣基進、時代力量、社會民主黨召開「小黨團結守護民主，拒絕國會威權復辟」聯合記者會。[23]
  - 5月28日上午，參與政黨小民參政歐巴桑聯盟、台灣綠黨、台灣基進、時代力量、社會民主黨召開「小黨分進而擊，捍衛民主台灣」聯合記者會[24]。
  - 5月28日當晚，參與政黨小民參政歐巴桑聯盟、台灣綠黨、台灣基進、時代力量、社會民主黨以及台灣公民陣線、公投護台灣聯盟、新北市青年公共事務協會召開「反國會濫權：新北領航——社會對話行動」聯合記者會[25]。
- 2024年6月19日，公民監督國會聯盟與小民參政歐巴桑聯盟、台灣綠黨、台灣基進、時代力量共同召開「八大程序不正義，強過法案埋亂源！要求立院朝野通過覆議重審，避免憲政動盪！」記者會。[26]
- 2024年12月4日，台灣人權促進會、台灣公民人權聯盟、公民監督國會聯盟、台灣永社與小民參政歐巴桑聯盟、台灣綠黨、時代力量共同召開「反對『不討論就表決』的國會亂象」記者會。[27]
- 2024年12月30日，公民監督國會聯盟與小民參政歐巴桑聯盟、台灣綠黨、台灣基進、時代力量、社會民主黨以及NGO團體民間司法改革基金會、台灣永社、臺灣青年民主協會、臺灣青年法律人協會、台灣青年綠人協會、全球綠人台灣之友會共同召開「第十一屆立委就任首年國會陷混亂！2024立法院年度代表字及十大新聞大公開」記者會。[28]
- 2025年2月25日，小民參政歐巴桑聯盟與時代力量、社會民主黨、台灣基進、台灣綠黨五個本土進步在野黨以及公民團體公民監督國會聯盟於立法院群賢樓前共同召開「人民不是籌碼，別再癱瘓國家：同意覆議是補救總預算唯一的路」聯合記者會，針對2024年國會亂象與總預算審查結果進行嚴正總體檢，包含「舉手表決」、「1分鐘委員會」、「史上第一次算不出刪減總額的中央政府總預算」等，並提出具體補救方案且呼籲2025年的國會，停止癱瘓鬥爭，專注福國利民。[29]

### 罷免憲訴財劃三法
- 2024年6月21日，參與「拒絕民主倒退 警告中國國民黨」集會，由小民參政歐巴桑聯盟秘書長何語蓉主持，並與參與政黨台灣綠黨、台灣基進、時代力量以及公民團體公民監督國會聯盟、拆梁行動、罷韓團體，召開「反對提高門檻 沒收人民罷免權」聯合記者會。[30]
- 2024年7月3日，參與「反對沒收罷免權 公民開講」集會，並與公民團體公投護台灣聯盟、台灣公民陣線、新北市青年公共事務協會以及參與政黨小民參政歐巴桑聯盟、台灣綠黨、台灣基進、時代力量、社會民主黨，共同召開聯合開場記者會。[31]
- 2024年7月8日，於立法院群賢樓前經濟民主連合、台灣公民陣線、台灣原住民族青年公共參與協會、好民文化行動協會與小民參政歐巴桑聯盟、台灣綠黨、台灣基進、時代力量、社會民主黨，共同召開「連署附身分證，刁難罷免，助長詐騙」記者會。[32]
- 2024年10月21日，於立法院群賢樓前與台灣綠黨、台灣基進、時代力量、社會民主黨共同召開記者會及發表聯合聲明，強烈譴責藍白意圖修法聯手癱瘓憲法法庭的「野蠻行為」，並呼籲立院盡速展開大法官被提名人的人事同意權實質審查。[33]
- 2024年10月24日，公民監督國會聯盟與小民參政歐巴桑聯盟、台灣綠黨、台灣基進、時代力量、社會民主黨共同召開「黑心無良政客！殘害台灣民主！惡意墊高罷免難度，中共代理政客將有恃無恐！」記者會，表達「反對選罷法修法，惡意墊高罷免難度」。[34]
- 2024年11月28日，參與「1128公民站出來，拒絕癱瘓憲法法庭，捍衛公民罷免權」集會，並與參與政黨小民參政歐巴桑聯盟、台灣綠黨、台灣基進、時代力量、社會民主黨，共同召開「毀憲亂政法治危機，小黨齊護台灣民主」聯合記者會。[35][36]
- 2024年12月23日，小民參政歐巴桑聯盟、台灣綠黨、台灣基進、時代力量、社會民主黨五個政黨，以及民進黨立法委員吳沛憶、黃捷、沈伯洋、張雅琳、林月琴、陳培瑜、台北市議員苗博雅、林亮君、苗栗縣議員曾玟學，前立法委員林昶佐、洪慈庸、陳柏惟、作家馮光遠、以及11個民間團體，發表「藍白聯盟荒謬修法已成事實，通過大法官任命就是義務」聯合聲明。[37]
- 2024年12月20日，作為「合辦單位」參與台灣公民陣線、經濟民主連合主辦的「守護憲法法庭，捍衛公民罷免權，守住民主過好年」行動，並與小民參政歐巴桑聯盟、台灣綠黨、台灣基進、時代力量、社會民主黨召開記者會。[38]
- 2024年12月21日，小民參政歐巴桑聯盟、台灣綠黨、台灣基進、時代力量四個本土在野黨發表聯合聲明，強烈譴責國民黨與民眾黨踏踐民主程序。並強烈譴責國民黨與民眾黨過度三大惡法，破壞憲政秩序、沒收人民權利。建議總統依憲調節，制止濫權修法。呼籲民進黨團與司法院聲請暫時處分提出釋憲。齊心協力深入地方追責問政，健全民主防衛機制。[39]
- 2025年3月6日，台灣基進與小民參政歐巴桑聯盟、台灣綠黨4個本土派政黨於中國國民黨中央黨部前召開「本土派小黨籲國民黨懸崖勒馬別亂搞，罷免展望新國會」記者會，支持民進黨所發起的大罷免運動。[40]

### 反核與墮胎除罪化
- 2024年7月9日，參與由公民團體台灣公民陣線、全國廢核行動平台主辦的「反對核電延役，拒絕草率修法」集會。[41]
- 2024年11月5日，小民參政歐巴桑聯盟與台灣綠黨、台灣基進、時代力量、社會民主黨發表聯合聲明，要求行政院責成法務部，啟動「墮胎除罪化」修法，將刑法第二十四章「墮胎罪」修正為「妨害生殖自主罪」，刪除刑法第288、289、290、292條；修訂第291條，將「墮胎」改稱為「終止懷孕行為」，並增訂第291-1條規範犯第291條之罪的加重。[42]
- 2025年5月12日，參與由台灣公民陣線、全國廢核平台舉辦的「反對核電重啟，拒絕草率修法」，並與主辦單位召開開場記者會，由小民參政歐巴桑聯盟秘書長何語蓉代表發言。[43]

## 歷屆選舉情況

### 2018年中華民國直轄市議員及縣市議員選舉

#### 各候選人選與結果資料
| 參選地區 | 參選地區                                        | 公職       | 候選人 | 得票數 | 得票率 | 結果   | 備註                                                    |
| -------- | ----------------------------------------------- | ---------- | ------ | ------ | ------ | ------ | ------------------------------------------------------- |
| 台北市   | 台北市第一選舉區 士林區、北投區                 | 直轄市議員 | 徐書慧 | 3,217  | 1.15%  | 未當選 | 該選區應選人數13人，最低票當選者的票數為13,166（4.70%） |
| 新北市   | 新北市第四選舉區 板橋區                         | 直轄市議員 | 張淑惠 | 6,178  | 2.18%  | 未當選 | 該選區應選人數9人，最低票當選者的票數為16,488（5.82%）  |
| 新北市   | 新北市第二選舉區 新莊區、泰山區、五股區、林口區 | 直轄市議員 | 劉欣宜 | 13,601 | 4.05%  | 未當選 | 該選區應選人數11人，最低票當選者的票數為17,918（5.33%） |
| 新北市   | 新北市第三選舉區 三重區、蘆洲區                 | 直轄市議員 | 翁麗淑 | 8,542  | 2.91%  | 未當選 | 該選區應選人數9人，最低票當選者的票數為22,100（7.52%）  |
| 宜蘭縣   | 宜蘭縣第六選舉區 羅東鎮                         | 縣議員     | 潘郁儒 | 991    | 2.90%  | 未當選 | 該選區應選人數5人，最低票當選者的票數為3,890（11.38%）  |
| 桃園市   | 桃園市第四選舉區 蘆竹區                         | 直轄市議員 | 吳凱琳 | 3,469  | 4.97%  | 未當選 | 該選區應選人數4人，最低票當選者的票數為11,971（17.14%） |
| 桃園市   | 桃園市第七選舉區 中壢區                         | 直轄市議員 | 陳鈺方 | 3,396  | 1.81%  | 未當選 | 該選區應選人數11人，最低票當選者的票數為9,712（5.17%）  |
| 桃園市   | 桃園市第十選舉區 龍潭區                         | 直轄市議員 | 沈佩玲 | 2,919  | 5.03%  | 未當選 | 該選區應選人數3人，最低票當選者的票數為11,046（19.03%） |
| 新竹縣   | 新竹縣第一選舉區 竹北市                         | 縣議員     | 高芸婷 | 2,042  | 2.51%  | 未當選 | 該選區應選人數11人，最低票當選者的票數為2,840（3.50%）  |
| 新竹市   | 新竹市第四選舉區 北區                           | 市議員     | 王岢鈺 | 828    | 1.43%  | 未當選 | 該選區應選人數9人，最低票當選者的票數為3,470（6.01%）   |
| 臺中市   | 臺中市第六選舉區 西屯區                         | 直轄市議員 | 童葦翎 | 4,478  | 4.08%  | 未當選 | 該選區應選人數5人，最低票當選者的票數為13,930（12.70%） |
| 臺中市   | 臺中市第七選舉區 南屯區                         | 直轄市議員 | 魏珮瑩 | 2,876  | 3.46%  | 未當選 | 該選區應選人數4人，最低票當選者的票數為11,555（13.90%） |
| 臺中市   | 臺中市第八選舉區 北屯區                         | 直轄市議員 | 楊欣怡 | 5,659  | 4.18%  | 未當選 | 該選區應選人數6人，最低票當選者的票數為11,450（8.46%）  |
| 臺中市   | 臺中市第九選舉區 北區                           | 直轄市議員 | 何語蓉 | 5,008  | 6.72%  | 未當選 | 該選區應選人數6人，最低票當選者的票數為15,263（20.48%） |
| 臺中市   | 臺中市第十一選舉區 東區、南區                   | 直轄市議員 | 李婉如 | 3,614  | 3.42%  | 未當選 | 該選區應選人數5人，最低票當選者的票數為10,652（10.09%） |
| 臺中市   | 臺中市第十三選舉區 大里區、霧峰區               | 直轄市議員 | 薛安琪 | 4,812  | 3.43%  | 未當選 | 該選區應選人數6人，最低票當選者的票數為12,985（9.26%）  |
| 雲林縣   | 雲林縣第三選舉區 虎尾鎮、土庫鎮、褒忠鄉、元長鄉 | 縣議員     | 蔣尹瑄 | 1,709  | 2.15%  | 未當選 | 該選區應選人數8人，最低票當選者的票數為5,375（6.77%）   |
| 台南市   | 台南市第九選舉區 安平區、南區                   | 直轄市議員 | 陳冠娟 | 2,663  | 2.87%  | 未當選 | 該選區應選人數6人，最低票當選者的票數為7,535（8.13%）   |
| 高雄市   | 高雄市第四選舉區 楠梓區、左營區                 | 直轄市議員 | 沈玉玲 | 4,061  | 1.95%  | 未當選 | 該選區應選人數8人，最低票當選者的票數為14,943（7.16%）  |
| 高雄市   | 高雄市第六選舉區 旗津區、鼓山區、鹽埕區         | 直轄市議員 | 江敏榕 | 1,671  | 1.50%  | 未當選 | 該選區應選人數4人，最低票當選者的票數為16,764（15.07%） |
| 高雄市   | 高雄市第十選舉區 前鎮區、小港區                 | 直轄市議員 |        | 4,646  | 2.32%  | 未當選 | 該選區應選人數8人，最低票當選者的票數為14,296（7.14%）  |

合計共21人參選，無人當選。

#### 各政黨全國票數統計
該次選舉獲得總票數，與其他政黨一同比較後排名第6  。
| 得票數排名 | 政黨                     | 得票數     | 得票率 |
| ---------- | ------------------------ | ---------- | ------ |
| 1          | 中國國民黨               | 5,000,893  | 40.39% |
| 2          | 民主進步黨               | 3,844,201  | 31.05% |
| 3          | 時代力量                 | 308,371    | 2.49%  |
| 4          | 親民黨                   | 116,917    | 0.94%  |
| 5          | 無黨團結聯盟             | 88,408     | 0.71%  |
| 6          | 小民參政歐巴桑聯盟       | 86,380     | 0.70%  |
| 7          | 台灣團結聯盟             | 77,312     | 0.62%  |
| 8          | 台灣基進                 | 69,440     | 0.56%  |
| 9          | 新黨                     | 67,933     | 0.55%  |
| 10         | 台灣綠黨                 | 49,900     | 0.40%  |
| 11         | 社 社會民主黨            | 35,762     | 0.29%  |
| 12         | 民國黨                   | 34,932     | 0.28%  |
| 13         | FH 信心希望聯盟          | 13,188     | 0.11%  |
|            | 其餘政黨得票共計         | 41,055     | 0.33%  |
|            | 其餘無黨籍及未經政黨推薦 | 2,546,100  | 18.14% |
|            | 總投票數                 | 12,380,792 | 100%   |

### 2022年中華民國直轄市議員及縣市議員選舉

#### 各候選人選與結果資料
| 參選地區 | 參選地區                                | 公職       | 候選人 | 得票數 | 得票率 | 結果   | 備註                                                    |
| -------- | --------------------------------------- | ---------- | ------ | ------ | ------ | ------ | ------------------------------------------------------- |
| 台北市   | 台北市第四選舉區 中山區、大同區         | 直轄市議員 | 連紹傑 | 1,469  | 0.82%  | 未當選 | 該選區應選人數8人，最低票當選者的票數為13,817（7.70%）  |
| 新北市   | 新北市第三選舉區 新莊區                 | 直轄市議員 | 何語蓉 | 4,631  | 2.54%  | 未當選 | 該選區應選人數7人，最低票當選者的票數為14,906（8.17%）  |
| 新北市   | 新北市第四選舉區 三重區、蘆洲區         | 直轄市議員 | 陳宛毓 | 8,122  | 3.04%  | 未當選 | 該選區應選人數9人，最低票當選者的票數為17,589（6.62%）  |
| 新北市   | 新北市第五選舉區 板橋區                 | 直轄市議員 | 張淑惠 | 4,320  | 1.68%  | 未當選 | 該選區應選人數9人，最低票當選者的票數為15,049（5.87%）  |
| 桃園市   | 桃園市第一選舉區 桃園區                 | 直轄市議員 | 沈佩玲 | 3,250  | 1.57%  | 未當選 | 該選區應選人數12人，最低票當選者的票數為8,706（4.21%）  |
| 桃園市   | 桃園市第七選舉區 中壢區                 | 直轄市議員 | 李荳芽 | 2,976  | 1.52%  | 未當選 | 該選區應選人數11人，最低票當選者的票數為9,647（4.92%）  |
| 新竹市   | 新竹市第二選舉區 東區                   | 市議員     | 王岢鈺 | 245    | 0.98%  | 未當選 | 該選區應選人數4人，最低票當選者的票數為2,968（11.81%）  |
| 臺中市   | 臺中市第二選舉區 清水區、梧棲區、沙鹿區 | 直轄市議員 | 陳怡萱 | 3,787  | 3.12%  | 未當選 | 該選區應選人數5人，最低票當選者的票數為15,305（12.60%） |
| 臺中市   | 臺中市第五選舉區 神岡區、大雅區、潭子區 | 直轄市議員 | 黃郁芩 | 1,199  | 0.95%  | 未當選 | 該選區應選人數6人，最低票當選者的票數為16,488（13.05%） |
| 臺中市   | 臺中市第十一選舉區 東區、南區           | 直轄市議員 | 張鈺偵 | 2,212  | 2.30%  | 未當選 | 該選區應選人數5人，最低票當選者的票數為11,136（11.56%） |
| 臺中市   | 臺中市第十三選舉區 大里區、霧峰區       | 直轄市議員 | 薛安琪 | 1,463  | 1.13%  | 未當選 | 該選區應選人數6人，最低票當選者的票數為12,362（9.54%）  |
| 台南市   | 台南市第七選舉區 永康區                 | 直轄市議員 | 杜雪吟 | 1,008  | 0.95%  | 未當選 | 該選區應選人數7人，最低票當選者的票數為7,248（6.87%）   |
| 台南市   | 台南市第九選舉區 安平區、南區           | 直轄市議員 | 陳冠娟 | 1,319  | 1.50%  | 未當選 | 該選區應選人數6人，最低票當選者的票數為7,824（8.89%）   |
| 台南市   | 台南市第十選舉區 東區                   | 直轄市議員 | 邱瓊儀 | 1,213  | 1.49%  | 未當選 | 該選區應選人數5人，最低票當選者的票數為8,484（10.45%）  |
| 高雄市   | 高雄市第十選舉區 前鎮區、小港區         | 直轄市議員 |        | 3,490  | 2.17%  | 未當選 | 該選區應選人數8人，最低票當選者的票數為10,826（6.73%）  |

合計共15人參選，無人當選。

### 2024年中華民國立法委員選舉
本屆不分區立委得票率為0.93%，雖未獲得席次，但已經晉升全國第五大政黨。

#### 各候選人選與結果資料

##### 區域暨原住民選舉
| 參選地區 | 參選地區         | 候選人 | 得票數 | 得票率 | 結果   | 備註 |
| -------- | ---------------- | ------ | ------ | ------ | ------ | ---- |
| 基隆市   | 基隆市選舉區     | 謝海菁 | 8,192  | 3.88%  | 未當選 |      |
| 臺北市   | 臺北市第八選舉區 | 賴宣任 | 6,374  | 3.47%  | 未當選 |      |
| 新北市   | 新北市第七選舉區 | 劉書婷 | 15,479 | 9.13%  | 未當選 |      |
| 桃園市   | 桃園市第三選舉區 | 徐鶯慈 | 11,258 | 5.17%  | 未當選 |      |
| 新竹縣   | 新竹縣第一選舉區 | 劉台穠 | 4,610  | 3.03%  | 未當選 |      |
| 臺中市   | 臺中市第五選舉區 | 蔡善雯 | 9,266  | 3.55%  | 未當選 |      |
| 南投縣   | 南投縣第一選舉區 | 李圓恩 | 3,035  | 2.34%  | 未當選 |      |
| 嘉義市   | 嘉義市選舉區     | 陳玥妗 | 6,232  | 4.04%  | 未當選 |      |
| 高雄市   | 高雄市第五選舉區 | 張芳愉 | 12,264 | 5.70%  | 未當選 |      |
| 臺東縣   | 臺東縣選舉區     | 黃婉茹 | 1,428  | 1.93%  | 未當選 |      |

##### 全國不分區及僑居國外國民選舉
| 排名單位 | 候選人 | 原職 | 當選標記 | 備註 |
| -------- | ------ | ---- | -------- | ---- |
| 1        | 高芸婷 |      |          |      |
| 2        | 林詩涵 |      |          |      |
| 3        | 閔柏陵 |      |          |      |